# شون دوسن
شون دوسن (بالعبرية: שון דאוסון‏) (12 ديسمبر 1993 بإيلات في إسرائيل - ) هو لاعب كرة سلة إسرائيلي في مركز هجوم صغير الجسم. لعب مع جوفينتوت بادالونا وماكابي ريشون لتسيون وחלבדיעהלך'/ש ‏.

## وصلات خارجية
- شون دوسن على موقع الاتحاد الدولي لكرة السلة (الإنجليزية)
- شون دوسن على موقع الدوري الإسباني لكرة السلة (الإسبانية)
- شون دوسن على موقع كرة السلة الأوروبية.كوم (الإنجليزية)
- شون دوسن على موقع DraftExpress.com (الإنجليزية)
- شون دوسن على موقع ريلجم (الإنجليزية)
- شون دوسن على موقع بروبوليرز (الإنجليزية)
- شون دوسن على موقع سبورتس رفرنس (الإنجليزية)